# 이창운
이창운(李昌雲)은 조선시대의 판소리 명창이다. 충청북도 문의(현재: 청주시)에서 태어났다. 《적벽가》를 출중하게 잘하였으며, 그 중 새타령은 박유전, 이날치 이후로 그 만큼 하는 사람이 드물었다.